# 王介甫

王介甫（Wang Chieh-Fu，1993年9月11日—），台灣網球選手，畢業於新北市立三重高中。
他是臺灣新生代的網球員，在2013年以20歲之姿，和搭檔尤奇·班布里奪得2013年海碩男網挑戰賽男雙亞軍，也是第一個挑戰賽級亞軍。

## 外部連結
- 王介甫（英文/西班牙文）的官方資料
- 王介甫的國際網球總會 職業／青少年 官方資料（英文）
- 王介甫的官方資料（英文）